# Parahephaestion zikani
Parahephaestion zikani är en skalbaggsart som först beskrevs av Julius Melzer 1923.  Parahephaestion zikani ingår i släktet Parahephaestion och familjen långhorningar. Inga underarter finns listade i Catalogue of Life.